# Ulica Józefa Piłsudskiego w Kaliszu
Ulica Józefa Piłsudskiego – ulica w Kaliszu o długości 3,05 km, jedna z głównych arterii miasta, stanowiąca razem z ulicą Walentego Stanczukowskiego i częścią ulicy Podmiejskiej zachodnią, wewnętrzną obwodnicę miejską. Na całej długości stanowi część dróg krajowych nr 12 i nr 25.

## Historia
Pierwszy odcinek ulicy, o długości 1,1 km, od ul. Poznańskiej do ul. Majkowskiej wraz z mostem na Prośnie, wybudowano w latach 1998–2000 jako kontynuację ulicy Walentego Stanczukowskiego powstałej w latach 1992–1995, łączącej ulice Dobrzecką i Poznańską. Kolejny, niespełna dwukilometrowy odcinek, od ul. Majkowskiej do ul. Cypriana Godebskiego, wraz z mostem Majkowskim nad Kanałem Bernardyńskim i kładką dla pieszych i rowerzystów w rejonie Parku Rodziny Wiłkomirskich, oddano do użytku 8 października 2004. Koszt budowy w tym etapie wyniósł prawie 20 milionów zł. Na niemal całej długości zachowano rezerwę terenu pod drugą jednię. W kwietniu 2005 całej drodze nadano imię Józefa Piłsudskiego; wcześniej ciąg ten nazywany był Trasą Stanczukowskiego. W 2015 skrzyżowanie z ulicą Złotą przebudowano na rondo.

## Komunikacja miejska
| Kaliskie Linie Autobusowe | Kaliskie Linie Autobusowe  | Kaliskie Linie Autobusowe |
| Nr linii                  | Trasa                      | Odcinek                   |
| ------------------------- | -------------------------- | ------------------------- |
| 13                        | Skłodowskiej-Curie ↔ Długa | Majkowska–Wyspiańskiego   |

Przy ulicy nie znajduje się żaden przystanek autobusowy.